# Pallars Jussà
Pallars Jussà est une comarque de la province de Lérida, en Catalogne (Espagne). Associée à la comarque du Pallars Sobirà, elle constitue le territoire historique du Pallars.

## Géographie
Elle fait partie de Alt Pirineu i Aran, et elle couvre 1 260 km2, soit 4.2 % de la Catalogne.

La division territoriale de 1936 détermina la séparation du Pallars en deux comarques : Pallars Sobirà, dans la partie septentrionale (Sobirà signifie supérieur en catalan) et Pallars Jussà (inférieur) pour la partie méridionale. De plus, cette division rattacha au Pallars Jussà les territoires de la Noguera Ribagorçana de la province de Lérida. La division comarcale de 1988 reprit le même schéma, mais sépara les nouveaux territoires du Pallars Jussà et leur attribua le statut de comarque avec le nom d'Alta Ribagorça.

Le Pallars Jussà occupe le bassin médian de la Noguera Pallaresa, dans les contreforts des Pyrénées. Il partage ses frontières avec les comarques suivantes : au nord, le Pallars Sobirà et l'Alta Ribagorça, à l'est, avec l'Alt Urgell, et au sud, avec la Noguera. À l'ouest, elle est frontalière avec la province de Huesca.

La zone septentrionale, frontalière du Pallars Sobirà, présente un relief accidenté et des vallées encaissées. Au sud, on trouve une dépression, le bassin de Tremp, avec la capitale (Tremp), point de confluence des chemins qui assurent la communication entre la plaine et la montagne.
Le comté de Pallars Jussà fut constitué au Moyen Âge.

## Carte
| Anoia Bages Segarra Solsonès Conca de · Barberà Moianès Osona Berguedà Basse · Cerdagne Alt · Urgell Pallars · Sobirà Val d'Aran Alta · Ribagorça Pallars · Jussà Noguera Urgell Pla · d'Urgell Segrià Garrigues Alt · Penedès Baix · Llobregat Barcelonès Vallès · Occidental Maresme Vallès · Oriental Ripollès Garrotxa Alt Empordà Pla de · l'Estany Gironès Selva Baix · Empordà Garraf Baix · Penedès Tarragonès Alt · Camp Baix · Camp Priorat Ribera · d'Ebre Terra · Alta Baix Ebre MontsiàFrance Pyrénées-Orientales Ariège Haute · Garonne Andorre Aragon Communauté valencienneMer Méditerranée |

## Économie
Son économie s'est convertie de l'exploitation d'élevage et forestière vers le tourisme d'hiver et de montagne.
Elle possède également un patrimoine romain de qualité.
On y trouve de nombreuses centrales hydroélectriques, construites dans les années 1920.

## Toponymie

### Étymologie
Selon une légende, le nom de la comarque provient du nom commun palla (en français, «paille»). 
D'après Joan Coromines, ce n'est pas exactement comme cela, bien qu'il y ait un rapport : Pallars provient du latin paleares, «cabanes avec toit végétal» (probablement de paille).
La légende, selon Pep Coll, raconte que dans la plus grande partie de la Catalogne il y avait une sécheresse qui a duré des années et des années, et les grains qui produisent de la paille ne pouvaient lever, au point où il n'y avait même pas assez de paille pour nourrir les ânes. Au Pallars, cependant, la pluie était si généreuse que les Pallaresos avaient de la paille en excès. Afin de faire envie aux comarques voisines situées au sud, Ils avaient pris l'habitude de jeter à la rivière la paille qu'ils avaient en trop, de manière qu'en direction du plateau de Lleida, la rivière (la Noguera Pallaresa) portait tant de paille que les Noguerencs (habitants de la comarque de la Noguera) s'accoutumaient à dire que la rivière venait des vallées de la paille, autrement dit des vallées pallareses, et de là vient le nom de Pallars, applicable aussi bien au Pallars du bas (Pallars Jussà) comme au Pallars du haut (Pallars Sobirà).

### Traduction
Une traduction littérale en français du toponyme serait Pallars inférieur. Mais cette traduction n'est pas utilisée actuellement et ne l'a pas été traditionnellement, étant donné que la division territoriale intervint en 1936, puis fut abolie lors de l'entrée des troupes franquistes en Catalogne (1938) et rétablie en 1987. C'est la raison pour laquelle il n'existe pas de traduction française traditionnelle pour cette comarque. On emploie donc le terme catalan.

## Communes
| Communes                | Population (2005) |
| ----------------------- | ----------------- |
| Abella de la Conca      | 183               |
| Castell de Mur          | 173               |
| Conca de Dalt           | 439               |
| Gavet de la Conca       | 313               |
| Isona i Conca Dellà     | 1 149             |
| Llimiana                | 168               |
| Pobla de Segur          | 3 043             |
| Salàs de Pallars        | 334               |
| Sant Esteve de la Sarga | 144               |
| Sarroca de Bellera      | 145               |
| Senterada               | 113               |
| Talarn                  | 344               |
| Torre de Cabdella       | 732               |
| Tremp                   | 5 286             |

## Personnalités célèbres
- Conchita Grangé-Ramos, née en 1925 à La Torre de Cabdella et morte en 2019 à Toulouse, républicaine espagnole, héroïne de la Résistance française, déportée dans plusieurs camps de concentration nazis et survivante du camp de Ravensbrück[3].